# ريك أوفرتون
ريك أوفرتون (بالإنجليزية: Rick Overton)‏ هو كاتب سيناريو وممثل أمريكي، ولد في 10 أغسطس 1954 في الولايات المتحدة. من الجوائز التي نالها جائزة إيمي.

## جوائز
- جائزة إيمي

## وصلات خارجية
- ريك أوفرتون على موقع IMDb (الإنجليزية)
- ريك أوفرتون على موقع ميوزك برينز (الإنجليزية)
- ريك أوفرتون على موقع إن إن دي بي (الإنجليزية)
- ريك أوفرتون على موقع ديسكوغز (الإنجليزية)
- ريك أوفرتون على موقع قاعدة بيانات الفيلم (الإنجليزية)